# Landkreis Rügen
Der Landkreis Rügen war ein Landkreis in Mecklenburg-Vorpommern, der im Zuge der Kreisgebietsreform 2011 im Landkreis Vorpommern-Rügen aufging.

## Geographie
Der Landkreis Rügen war von 1994 bis 2011 der flächenkleinste sowie, gemessen an der Einwohnerzahl, nach dem Landkreis Müritz der zweitkleinste Landkreis des Landes Mecklenburg-Vorpommern. Der Landkreis umfasste die gleichnamige Insel Rügen (95 % des Landkreises) – die größte Insel Deutschlands – in der Ostsee, sowie deren westlich vorgelagerte Inseln Hiddensee, Ummanz und einige kleinere Inseln. Auf dem Festland lagen der Landkreis Nordvorpommern sowie die kreisfreie Stadt Stralsund dem Landkreis Rügen am nächsten.

## Geschichte

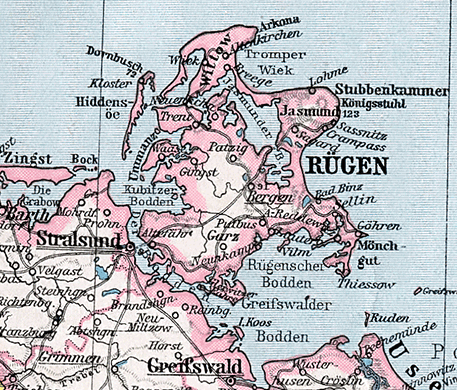
Das Kreisgebiet 1905

Noch unter schwedischer Herrschaft wurde Neuvorpommern 1806 in die vier Ämter (schwedisch: Härade) Bergen, Franzburg, Greifswald und Grimmen gegliedert. Aus Neuvorpommern, das im Oktober 1815 an Preußen gefallen war und Teil der Provinz Pommern wurde, wurde 1818 der Regierungsbezirk Stralsund gebildet. Aus den 1806 gebildeten schwedischen Ämtern wurden preußische Landkreise, darunter aus dem Amt Bergen der Kreis Bergen der seinerzeit auch Bergenscher Kreis genannt wurde. Das Landratsamt des Kreises befand sich in Bergen auf Rügen.
Der Kreis Bergen wurde 1842 in Kreis Rügen umbenannt. Seit dem 1. Juli 1867 gehörte er zum Norddeutschen Bund und seit dem 1. Januar 1871 zum Deutschen Reich. Der Kreis umfasste 1871 die beiden Städte Bergen und Garz, 72 Landgemeinden und 248 Gutsbezirke.
Zum 30. September 1928 fand im Kreis Rügen wie im übrigen Freistaat Preußen eine Gebietsreform statt, bei der alle Gutsbezirke aufgelöst und benachbarten Landgemeinden zugeteilt wurden. Der Kreis umfasste 1939 die beiden Städte Bergen und Garz sowie 60 weitere Gemeinden, von denen Binz, Putbus und Saßnitz mehr als 2.000 Einwohner besaßen.
Im Frühjahr 1945 wurde das Kreisgebiet durch die Rote Armee besetzt und Bestandteil der Sowjetischen Besatzungszone. 1952 wurden die Länder der DDR aufgelöst und eine umfassende Gebietsreform durchgeführt. Dabei wurde der nunmehr Landkreis Rügen genannte Kreis aufgelöst und in die beiden neuen Kreise Bergen und Putbus geteilt, die Teil des Bezirks Rostock wurden. 1956 wurden die beiden Kreise wieder zu einem Kreis Rügen vereinigt. Seit 1990 war der nun wieder als Landkreis bezeichnete Kreis Teil des neugebildeten Landes Mecklenburg-Vorpommern.
Im Zuge der Kreisgebietsreform im Jahr 2011 wurden die Landkreise Rügen, Nordvorpommern und die Hansestadt Stralsund Teile des neuen Landkreises Vorpommern-Rügen mit Verwaltungssitz in Stralsund.

## Demographie

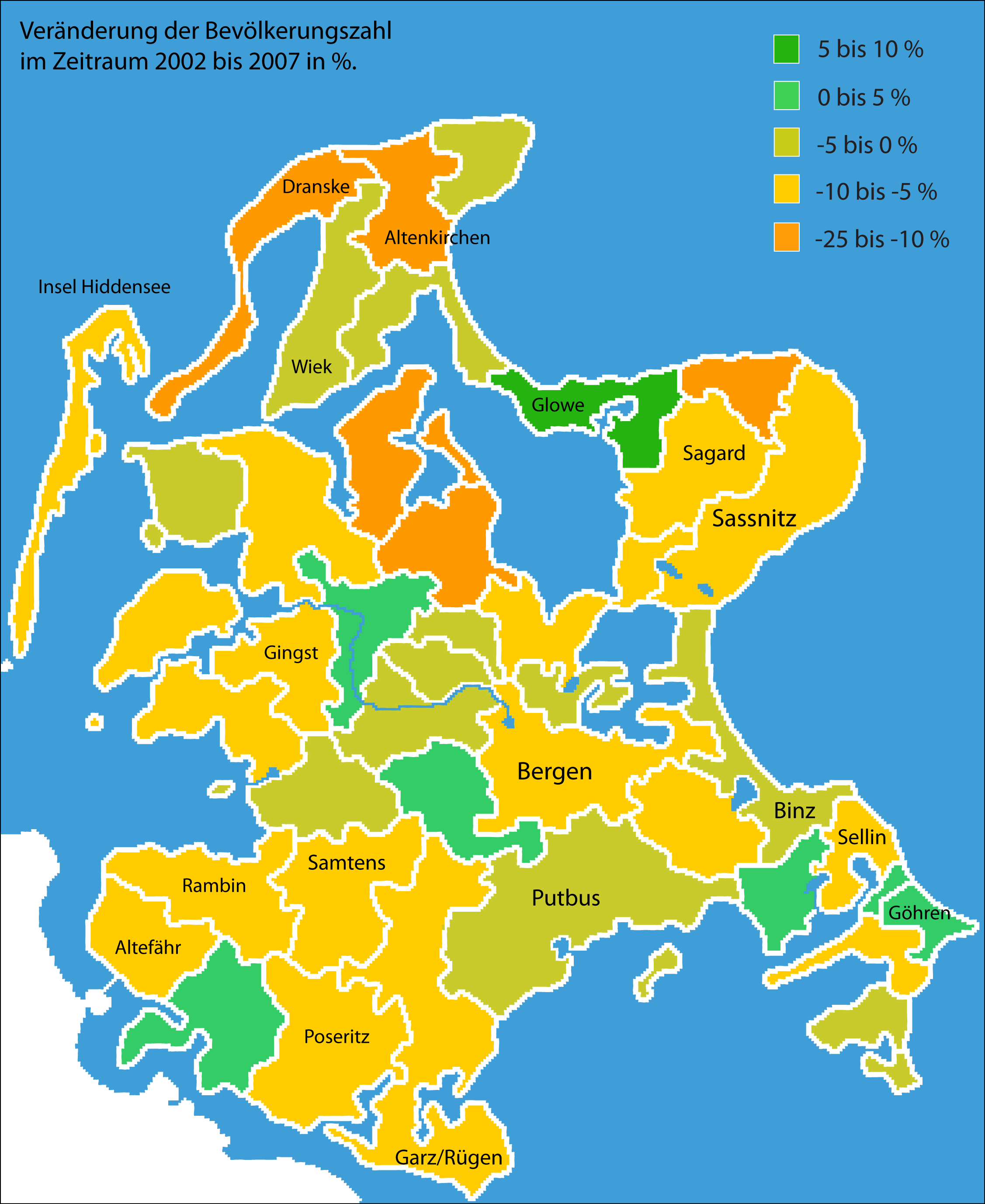
Bevölkerungsentwicklung 2002 bis 2007

Der Landkreis Rügen verlor in der Zeit von der politischen Wende 1990 bis zum März 2004 fast 15 % seiner Bevölkerung. Diese und die ähnlichen Zahlen anderer Landkreise in Mecklenburg-Vorpommern ließen Gremien in der Landesregierung immer wieder über eine Zusammenlegung / Neuordnung von Landkreisen sprechen. Die Bevölkerung des Landkreises Rügen sprach sich am 13. Juni 2004 in einem Bürgerentscheid zur Selbständigkeit Rügens mit über 92 % für den Erhalt des Landkreises aus.
| Jahr | Einwohner |
| ---- | --------- |
| 1816 | 27.089    |
| 1846 | 40.619    |
| 1871 | 45.699    |
| 1890 | 46.185    |
| 1900 | 46.270    |
| 1910 | 48.159    |
| 1925 | 53.894    |
| 1939 | 59.125    |
| 1946 | 90.740    |
| 1950 | 88.400    |
| 1961 | 91.913    |
| 1971 | 85.907    |

| Jahr | Einwohner |
| ---- | --------- |
| 1981 | 86.866    |
| 1990 | 85.275    |
| 1992 | 82.431    |
| 1994 | 80.466    |
| 1996 | 78.331    |
| 1998 | 76.927    |
| 2000 | 75.386    |
| 2002 | 73.611    |
| 2004 | 72.663    |
| 2006 | 70.459    |
| 2008 | 68.872    |

## Politik

### Kreistag

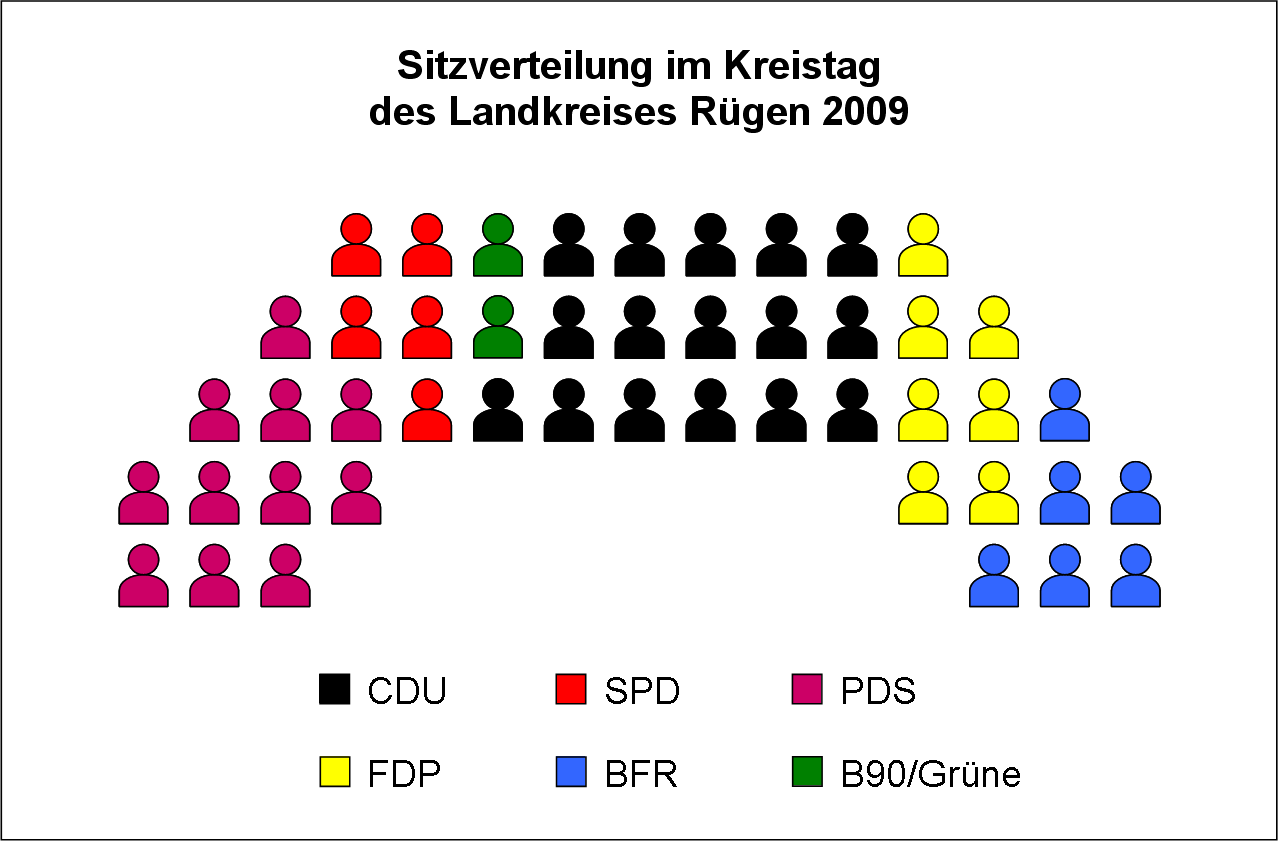
Mandatsverteilung im Kreistag des Landkreises Rügen nach der Wahl 2009

Der Kreistag des Landkreises Rügen bestand zuletzt aus 47 Abgeordneten. Nach der Wahl vom 7. Juni 2009 setzte er sich wie folgt zusammen:
| Partei                  | Sitze |
| ----------------------- | ----- |
| CDU                     | 16    |
| Die Linke               | 11    |
| FDP                     | 7     |
| Bündnis für Rügen (BfR) | 6     |
| SPD                     | 5     |
| Grüne                   | 2     |

Näheres zum Wahlverfahren und zu rechtlichen Bestimmungen: Kreistag (Mecklenburg-Vorpommern)

### Landräte
- 1818–1836 J. von Engeström (bereits seit 1815 Kreishauptmann / Rittmeister)[15][16]
- 1838–1841 K. P. von Kathen (Regierungsrat)[17]
- 1841–1856 Gustav von der Lancken (1801–1880)
- 1856–1868 Wilhelm von Platen (1816–1870)
- 1873–1880 Axel Eggert von Usedom (1839–1884)
- 1880–1886 Kurt (Kurd) von Reiswitz (1847–1918)
- 1886–1896 Victor von Koerber (1851–1918)
- 1896–1903 Joachim von Lattorff
- 1903–1920 Hans Jaspar von Maltzahn (1869–1929)
- 1921–1933 Richard Paul Franz Milenz (1870–1940)
- 1933–1934 Gottfried von Bismarck-Schönhausen (1901–1949)
- 1934–1936 Schiedlausky (vertretungsweise)
- 1936–1945 Hermann Weißenborn
- 1945–1948 Arno Hübner (1893–1973)
- 1993–2001 Karin Timmel (* 1958)
- 2001–2011 Kerstin Kassner (* 1958)

### Kommunalverfassung bis 1945
Der Landkreis Rügen gliederte sich in Städte, in Landgemeinden und – bis zu deren Auflösung im Jahre 1928 – in Gutsbezirke. Mit Einführung des preußischen Gemeindeverfassungsgesetzes vom 15. Dezember 1933 gab es ab dem 1. Januar 1934 eine einheitliche Kommunalverfassung für alle preußischen Gemeinden. Mit Einführung der Deutschen Gemeindeordnung vom 30. Januar 1935 trat zum 1. April 1935 im Deutschen Reich eine einheitliche Kommunalverfassung in Kraft, wonach die bisherigen Landgemeinden nun als Gemeinden bezeichnet wurden. Diese waren in Amtsbezirken zusammengefasst. Eine neue Kreisverfassung wurde nicht mehr geschaffen; es galt weiterhin die Kreisordnung für die Provinzen Ost- und Westpreußen, Brandenburg, Pommern, Schlesien und Sachsen vom 19. März 1881.

### Wappen, Flagge und Dienstsiegel
Das Innenministerium von Mecklenburg-Vorpommern hat dem Landkreis am 18. Januar 1993 die Genehmigung erteilt, das nachfolgend beschriebene Wappen zu führen, das unter der Nr. 68 der Wappenrolle von Mecklenburg-Vorpommern registriert ist. Der Entwurf des Wappens stammt von Gerhard Koggelmann aus Sagard.
Wappenbeschreibung
„Geteilt von Gold über Blau; oben ein rot gekrönter und bewehrter schwarzer Löwe mit Doppelschweif, der aus dem im unteren Felde befindlichen, aus fünf roten Steinen gebildeten Stufengiebel hervorwächst. Auf dem Schild ruht eine Volkskrone; sie besteht aus einem mit roten Steinen geschmückten goldenen Reifen, der mit fünf ornamentalen Blättern besetzt ist.“
Der Kreistag des Landkreises hat in seiner Sitzung am 7. Dezember 1995 die Annahme der nachfolgend beschriebenen Flagge beschlossen.
Flaggenbeschreibung
„Die Flagge des ehemaligen Landkreises Rügen ist eine Wappenflagge. Sie zeigt zwei gleich breite Längsstreifen in den Farben Gelb (oben) und Blau (unten). Auf dem oberen Streifen liegt ein rot gekrönter und bewehrter Schwarzer Löwe mit Doppelschweif, welcher aus dem auf dem unteren Streifen liegenden, aus fünf roten Steinen gebildeten Stufengiebel hervorwächst. Die Länge des Flaggentuches verhält sich zur Höhe wie 5:3.“
Dienstsiegel
Der Landkreis Rügen führte ein Dienstsiegel. Das Dienstsiegel enthält das Wappen mit der Umschrift „LANDKREIS RÜGEN“ sowie eine Kennnummer.

## Städte und Gemeinden
(Einwohner am 31. Dezember 2010)
| Amtsfreie Gemeinden - Binz (5407) - Putbus, Stadt (4624) - Sassnitz, Stadt (10.366) Ämter mit amtsangehörigen Gemeinden und Städten * Sitz der Amtsverwaltung - 1. Amt Bergen auf Rügen (21.780) 1. Bergen auf Rügen, Stadt * (14.030) 2. Buschvitz (238) 3. Garz/Rügen, Stadt (2343) 4. Gustow (643) 5. Lietzow (275) 6. Parchtitz (779) 7. Patzig (485) 8. Poseritz (1110) 9. Ralswiek (254) 10. Rappin (346) 11. Sehlen (898) - 2. Amt Mönchgut-Granitz (6947) 1. Baabe * (837) 2. Gager (413) 3. Göhren (1242) 4. Lancken-Granitz (377) 5. Middelhagen (571) 6. Sellin (2412) 7. Thiessow (415) 8. Zirkow (680) | - 3. Amt Nord-Rügen (8471) 1. Altenkirchen (999) 2. Breege (774) 3. Dranske (1203) 4. Glowe (1015) 5. Lohme (513) 6. Putgarten (267) 7. Sagard * (2552) 8. Wiek (1148) - 4. Amt West-Rügen (9931) 1. Altefähr (1191) 2. Dreschvitz (807) 3. Gingst (1332) 4. Insel Hiddensee (1034) 5. Kluis (421) 6. Neuenkirchen (308) 7. Rambin (991) 8. Samtens * (1959) 9. Schaprode (516) 10. Trent (749) 11. Ummanz (623) |  |

## Gebietsänderungen
In den Jahren seit 1993 fanden im Gebiet des Landkreises Rügen wie im gesamten Land Mecklenburg-Vorpommern umfangreiche Gebietsänderungen statt.
Aus den ursprünglich sieben Ämtern wurden nach Abschluss der Gebietsreform am 1. Januar 2005 vier Ämter. Die Stadt Bergen auf Rügen und die Gemeinde Insel Hiddensee verloren ihre Amtsfreiheit. Die Anzahl der Gemeinden verringerte sich von 45 auf 41.

### Ämterfusionen
- Fusion der Ämter Jasmund und Wittow zum neuen Amt Nord-Rügen am 1. Januar 2005
- Fusion der Ämter Gingst und Südwest-Rügen sowie der bisher amtsfreien Gemeinde Insel Hiddensee zum neuen Amt West-Rügen am 1. Januar 2005
- Fusion der Ämter Bergen-Land und Garz sowie der bisher amtsfreien Stadt Bergen auf Rügen zum neuen Amt Bergen auf Rügen am 1. Januar 2005
  - die Gemeinde Zirkow wechselte vom ehemaligen Amt Bergen-Land in das Amt Mönchgut-Granitz am 1. Januar 2005

### Eingemeindungen
- Eingemeindung der Gemeinde Groß Schoritz nach Garz/Rügen am 1. Januar 2001
- Eingemeindung der Gemeinde Karnitz nach Garz/Rügen am 1. Januar 2004
- Eingemeindung der Gemeinde Zudar nach Garz/Rügen am 13. Juni 2004
- Eingemeindung der Gemeinde Thesenvitz nach Bergen auf Rügen am 1. Januar 2011

### Namensänderungen
- Hiddensee → Insel Hiddensee am 2. Februar 1993
- Saßnitz → Sassnitz am 2. Februar 1993
- Thießow → Thiessow am 20. März 1995
- Bergen/Rügen → Bergen auf Rügen am 6. November 1995
- Ummanz (Insel) → Ummanz am 15. Januar 1996

### Weitere ehemalige Gemeinden
Im Verlauf des 20. Jahrhunderts verloren zahlreiche Gemeinden des Kreises Rügen ihre Selbständigkeit:
| - Alt Reddevitz, 1974 zu Middelhagen - Alt Sassitz, ca. 1929 zu Mölln-Medow - Altensien, am 1. Januar 1962 zu Sellin - Bessin, am 1. April 1939 zu Rambin - Bobbin, zu Glowe - Boldevitz, am 19. Mai 1974 zu Parchtitz - Bug, am 1. Januar 1934 zu Dranske - Dubnitz, am 1. Januar 1960 zu Sassnitz - Dumgenevitz, am 1. April 1939 zu Kasnevitz - Gademow, ca. 1929 zu Parchtitz - Glutzow, am 1. April 1939 zu Poseritz - Goor, ca. 1929 zu Puttgarten - Groß Kubitz, am 1. Juli 1961 zu Ummanz - Groß Zicker, am 1. Juli 1950 zu Gager - Gudderitz, ca. 1929 zu Altenkirchen - Hagen auf Jasmund, ca. 1929 zu Lohme - Jarkvitz, am 19. Mai 1974 zu Altefähr - Karow, am 1. Juli 1961 zu Bergen - Kasnevitz, am 28. April 1992 zu Putbus - Klein Zicker, am 1. Juli 1950 zu Thiessow - Kloster, am 1. April 1939 zu Hiddensee - Krakvitz, zu Putbus - Krampas, 1906 zu Sassnitz - Kukelvitz, am 1. April 1939 zu Trent - Lanschvitz, ca. 1929 zu Kasnevitz - Lieschow, am 1. Januar 1956 zu Ummanz - Lobbe, ca. 1929 zu Middelhagen - Lubkow, am 1. Januar 1956 zu Bergen - Mölln, am 1. April 1939 zu Dreschvitz | - Mölln-Medow, am 1. Januar 1939 zu Sehlen - Moritzhagen, ca. 1929 zu Neuenkirchen - Mursewiek, am 1. April 1939 zu Lieschow - Nardevitz, ca. 1929 zu Lohme - Neddesitz, am 1. Januar 1939 zu Sagard - Neu Reddevitz, am 1. April 1959 zu Lancken-Granitz - Neuendorf auf Hiddensee, am 1. April 1939 zu Hiddensee - Neuhof bei Sagard, ca. 1929 zu Sagard - Nipmerow, ca. 1929 zu Lohme - Nistelitz, ca. 1929 zu Zirkow - Nobbin, ca. 1929 zu Zühlitz - Nonnevitz, ca. 1929 zu Dranske - Polchow, ca. 1929 zu Glowe - Poppelvitz, am 1. April 1939 zu Zudar - Presnitz, ca. 1929 zu Gingst - Promoisel, am 1. Januar 1939 zu Sagard - Rothenkirchen, am 1. April 1939 zu Rambin - Saiser, ca. 1929 zu Lietzow - Seedorf, am 1. April 1959 zu Altensien - Sehrow, ca. 1929 zu Samtens - Swantow, am 1. Juli 1961 zu Poseritz - Tilzow, ca. 1929 zu Mölln-Medow - Vieregge, ca. 1929 zu Neuenkirchen - Vilmnitz, am 1. April 1939 zu Putbus - Vitte, am 1. April 1939 zu Hiddensee - Woorke, ca. 1929 zu Patzig - Zirsevitz, am 1. April 1939 zu Karow - Zittvitz, ca. 1929 zu Bergen - Zühlitz, am 16. September 1961 zu Altenkirchen |

## Kfz-Kennzeichen
Anfang 1991 erhielt der Landkreis das Unterscheidungszeichen RÜG. Es wird bis heute im Landkreis Vorpommern-Rügen (ohne die Hansestadt Stralsund) ausgegeben.